# Apamea putris
Apamea putris là một loài bướm đêm trong họ Noctuidae.